# Campeonato Mundial de Patinaje de Velocidad sobre Hielo en Distancia Individual de 2019
El XIX Campeonato Mundial de Patinaje de Velocidad sobre Hielo en Distancia Individual se celebró en Inzell (Alemania) entre el 7 y el 10 de febrero de 2019 bajo la organización de la Unión Internacional de Patinaje sobre Hielo (ISU) y la Federación Alemana de Patinaje sobre Hielo.
Las competiciones se realizaron en la Max Aicher Arena de la ciudad germana.

## Medallistas

### Masculino
| Evento                          | Oro                                                                    | Plata                                                                        | Bronce                                                                       |
| ------------------------------- | ---------------------------------------------------------------------- | ---------------------------------------------------------------------------- | ---------------------------------------------------------------------------- |
| 500 m (08.03)                   | Ruslan Murashov · Rusia · 34,225 s                                     | Håvard Lorentzen · Noruega · 34,356 s                                        | Viktor Mushtakov · Rusia · 34,432 s                                          |
| 1000 m (09.03)                  | Kai Verbij · Países Bajos · 1:07,399                                   | Thomas Krol · Países Bajos · 1:07,672                                        | Kjeld Nuis · Países Bajos · 1:07,814                                         |
| 1500 m (10.03)                  | Thomas Krol · Países Bajos · 1:42,582                                  | Sverre Lunde Pedersen · Noruega · 1:43,160                                   | Denis Yuskov · Rusia · 1:43,202                                              |
| 5000 m (07.03)                  | Sverre Lunde Pedersen · Noruega · 6:07,167                             | Patrick Roest · Países Bajos · 6:11,700                                      | Sven Kramer · Países Bajos · 6:12,531                                        |
| 10 000 m (09.03)                | Jorrit Bergsma · Países Bajos · 12:52,928                              | Patrick Roest · Países Bajos · 12:53,343                                     | Danila Semerikov · Rusia · 12:57,400                                         |
| Velocidad por equipos (07.03)   | Países Bajos · Ronald Mulder · Kjeld Nuis · Kai Verbij · 1:19,053      | Corea del Sur Cha Min-Kyu Kim Jun-Ho Kim Tae-Yun 1:20,004                    | Rusia · Pavel Kulizhnikov · Ruslan Murashov · Viktor Mushtakov · 1:20,102    |
| Persecución por equipos (08.03) | Países Bajos · Marcel Bosker · Sven Kramer · Douwe de Vries · 3:38,432 | Noruega · Håvard Bøkko · Sindre Henriksen · Sverre Lunde Pedersen · 3:40,807 | Rusia · Alexandr Rumiantsev · Danila Semerikov · Serguei Trofimov · 3:41,314 |
| Salida en grupo (10.03)         | Joey Mantia Estados Unidos 7:35,660                                    | Um Cheon-Ho Corea del Sur 7:36,110                                           | Chung Jae-Won Corea del Sur 7:36,300                                         |

### Femenino
| Evento                          | Oro                                                                     | Plata                                                                 | Bronce                                                                           |
| ------------------------------- | ----------------------------------------------------------------------- | --------------------------------------------------------------------- | -------------------------------------------------------------------------------- |
| 500 m (08.03)                   | Vanessa Herzog · Austria · 37,124 s                                     | Nao Kodaira Japón 37,202 s                                            | Konami Soga Japón 37,607 s                                                       |
| 1000 m (09.03)                  | Brittany Bowe Estados Unidos 1:13,414                                   | Vanessa Herzog · Austria · 1:14,389                                   | Nao Kodaira Japón 1:14,443                                                       |
| 1500 m (10.03)                  | Ireen Wüst · Países Bajos · 1:52,814                                    | Miho Takagi Japón 1:52,323                                            | Brittany Bowe Estados Unidos 1:53,369                                            |
| 3000 m (07.03)                  | Martina Sáblíková · República Checa · 3:58,911                          | Antoinette de Jong · Países Bajos · 3:59,411                          | Natalia Voronina · Rusia · 3:59,992                                              |
| 5000 m (09.03)                  | Martina Sáblíková · República Checa · 6:44,854                          | Esmee Visser · Países Bajos · 6:46,143                                | Natalia Voronina · Rusia · 6:50,393                                              |
| Velocidad por equipos (07.03)   | Países Bajos · Letitia de Jong · Jutta Leerdam · Janine Smit · 1:26,289 | Canadá · Kali Christ · Kaylin Irvine · Heather McLean · 1:27,215      | Rusia · Olga Fatkulina · Anguelina Golikova · Daria Kachanova · 1:27,262         |
| Persecución por equipos (08.03) | Japón Ayano Sato Miho Takagi Nana Takagi 2:55,785                       | Países Bajos · Joy Beune · Antoinette de Jong · Ireen Wüst · 2:56,205 | Rusia · Yelizaveta Kazelina · Yevgueniya Lalenkova · Natalia Voronina · 2:57,725 |
| Salida en grupo (10.03)         | Irene Schouten · Países Bajos · 8:27,840                                | Ivanie Blondin · Canadá · 8:28,460                                    | Yelizaveta Kazelina · Rusia · 8:29,290                                           |

## Medallero
| Núm. | País            | Oro | Plata | Bronce | Total |
| ---- | --------------- | --- | ----- | ------ | ----- |
| 1    | Países Bajos    | 8   | 6     | 2      | 16    |
| 2    | Estados Unidos  | 2   | 0     | 1      | 3     |
| 3    | República Checa | 2   | 0     | 0      | 2     |
| 4    | Noruega         | 1   | 3     | 0      | 4     |
| 5    | Japón           | 1   | 2     | 2      | 5     |
| 6    | Austria         | 1   | 1     | 0      | 2     |
| 7    | Rusia           | 1   | 0     | 10     | 11    |
| 8    | Corea del Sur   | 0   | 2     | 1      | 3     |
| 9    | Canadá          | 0   | 2     | 0      | 2     |
|      | TOTAL           | 16  | 16    | 16     | 48    |